# AP Stylebook
El Associated Press Stylebook (en español: libro de estilo de la Associated Press) (generalmente llamado AP Stylebook), alternativamente titulado The Associated Press Stylebook and Briefing on Media Law, es un manual de estilo y uso de la gramática inglesa estadounidense creada por periodistas estadounidenses que trabajan o están relacionados con la agencia periodística Associated Press, con sede en la ciudad de Nueva York. El Stylebook ofrece una referencia básica de la gramática, la puntuación y los principios de la información en inglés estadounidense, e incluye numerosas definiciones y normas de uso, así como estilos de mayúsculas, abreviaturas, ortografía y numeración.
La primera edición pública del libro se publicó en 1953. La primera edición moderna fue publicada en agosto de 1977 por Lorenz Press. Posteriormente, distintas editoriales publicaron varias ediciones de bolsillo, entre ellas Turtleback Books, Laurel Press de Penguin, Addison-Wesley de Pearson y Perseus Books y Basic Books de Hachette. Las ediciones más recientes se publican en varios formatos, entre los que se incluyen ediciones en rústica y encuadernadas en espiral, así como una edición digital en libro electrónico y una versión de suscripción en línea. Además, el AP Stylebook también ofrece recomendaciones de gramática inglesa a través de las redes sociales, como Twitter, Facebook, Pinterest e Instagram.
Desde 1977 hasta 2005, se han vendido más de dos millones de ejemplares del AP Stylebook en todo el mundo, cifra que ascendió a 2,5 millones en 2011. Los redactores de radio, televisión, noticias, revistas, departamentos de marketing y empresas de relaciones públicas adoptan y aplican tradicionalmente los estilos de gramática y puntuación de AP.

## Organización
El AP Stylebook está organizado en secciones:
Lineamientos de negocios
Una sección de referencia para los reporteros que cubren noticias empresariales y financieras que incluye conocimientos generales sobre contabilidad, quiebras, fusiones y oficinas internacionales. Por ejemplo, incluye explicaciones de cinco capítulos diferentes de la bancarrota.
Lineamientos y estilo deportivos
Incluye terminología, estadísticas, normas de organización y directrices a las que suelen remitirse los periodistas deportivos, como la forma correcta de deletrear y utilizar terminología de baloncesto como pase de media cancha, gol de campo y defensa del arco.
Guía de puntuación
Guía específica sobre el uso de los signos de puntuación en los materiales periodísticos. Incluye normas sobre guiones, comas, paréntesis y citas.
Información sobre la ley de medios de comunicación
Una visión general de las cuestiones jurídicas y las expectativas éticas de quienes trabajan en periodismo, incluida la diferencia entre calumnia e injuria. La calumnia se dice; el libelo se escribe.
Pies de foto
La fórmula sencilla de lo que hay que incluir al escribir un pie de foto, que en los periódicos suele llamarse línea de corte.
Marcas de edición
Una clave con símbolos de edición para ayudar al periodista en el proceso de corrección.
Seguridad digital
Una guía para proteger a los periodistas, su trabajo, sus fuentes, sus cuentas en línea y evitar el acoso en la red.
Bibliografía
Proporciona un segundo material de referencia para información no incluida en el libro. Por ejemplo, dice que se use el Webster's New World College Dictionary como referencia después del AP Stylebook para ortografía, estilo, uso y nombres geográficos extranjeros.

## Título
Desde 1909, cuando se publicó internamente la primera guía similar a un libro de estilo de la empresa bajo el título "The Associate Press Rules Regulations and General Orders", y hasta 1953, el libro de estilo se publicó bajo diferentes títulos que incluían, entre otros, Instructions for Correspondents of the Associated Press, The Associated Press. Regulations Traffic Department, A Guide for Filing Editors. The Associated Press, A Guide for Foreign Correspondents (Guía para corresponsales extranjeros). The Associated Press, A Guide for Writers (Guía para redactores). The Associated Press, The AP Copy Book, y AP Writing Handbook.
A finales de la Segunda Guerra Mundial, las presiones de un número creciente de sectores empresariales no periodísticos, que ya hacían referencia a ejemplares copiados o confiscados de la guía desde hacía años, aumentaron enormemente la demanda del libro de estilo. La primera edición pública del AP Stylebook se publicó en 1953 con el título "The Associated Press Style Book". Desde 1953, el libro de estilo se ha publicado bajo diferentes títulos, entre ellos Writing for The AP; AP Stylebook; y The Associated Press Stylebook and Libel Manual.
Algunos periodistas se han referido a The AP Stylebook como la "biblia del periodista".
En 2000, la guía pasó a llamarse The Associated Press Stylebook and Briefing on Media Law y desde entonces se publica la edición de bolsillo con este título. Algunas ediciones, como la encuadernada en espiral y la de libro electrónico, utilizan el título más corto The Associated Press Stylebook en sus portadas.

## Historia
La organización Associated Press se creó en 1846. La primera "guía" de AP para toda la empresa no cubría la gramática inglesa. Se trataba más bien de un folleto de 24 páginas con diversos títulos y estructuras corporativas de la organización Associated Press y se publicó por primera vez en 1900 con el título "The Associated Press".
Aunque no existió una guía formal de estilo de gramática inglesa en toda la organización a lo largo del siglo XIX, se sabe que las oficinas individuales mantenían guías de estilo internas similares ya a finales de la década de 1870. La primera guía de estilo a nivel corporativo, con una referencia completa a las palabras y la gramática del inglés americano, se publicó en 1909, con el título de: "The Associate Press Rules Regulations and General Orders".

A principios de la década de 1950, la publicación se formalizó en el AP Stylebook y se convirtió en la principal referencia profesional de gramática inglesa por la mayoría de los miembros y no-miembros de las agencias de noticias de todo el mundo. Debido a la creciente demanda por parte de periodistas y redactores no-miembros que trabajaban en comunicación corporativa de cara al público, la AP publicó su primer "manual de estilo" oficial para el público en general en 1953 bajo el título de Associated Press Style Book; la primera publicación centrada en "donde la agencia fija un estilo específico". Durante casi un cuarto de siglo dio por sentado que el lector tenía una "sólida base lingüística y una buena biblioteca de referencia", por lo que omitió cualquier directriz en esos ámbitos más amplios. En 1977, impulsada por la petición del editor ejecutivo de noticias de AP, Lou Boccardi, de "una obra más de referencia", la organización empezó a ampliar el libro y en 1977 publicó una obra diferente en algunos aspectos fundamentales. En primer lugar, se cambió la estructura y las entradas se organizaron por orden alfabético para que los usuarios pudieran encontrar lo que necesitaban en el momento oportuno. En segundo lugar, en 1977 el libro fue publicado por primera vez por una editorial independiente: Lorenz Press. En tercer lugar, en 1977, United Press International y AP cooperaron para producir libros de estilo para cada organización basados en revisiones y directrices acordadas conjuntamente por los editores del UPI Stylebook (Bobby Ray Miller) y del AP Stylebook (Howard Angione). En 1982, Eileen Alt Powell, coeditora de la edición de 1980 del AP Stylebook, declaró que:

Howard Angione... a veces pensaba que la tarea que él y su homólogo de UPI, Bobby Ray Miller, habían emprendido se parecía a la búsqueda de Don Quijote. Era "un sueño imposible", decía Angione, encontrar reglas de estilo que complacieran a todo el mundo, sobre todo porque ni siquiera los gramáticos se ponían de acuerdo entre sí.
En 1989, Norm Goldstein se convirtió en el editor jefe del AP Stylebook, puesto que ocupó hasta la edición de 2007. Tras publicar la última edición bajo su dirección, Goldstein comentó el futuro de la sección del AP Stylebook dedicada a las referencias de nombres:

Creo que la diferencia... ahora es que hay más información disponible en Internet, y no estoy seguro, y al menos nuestro editor ejecutivo no está seguro, de hasta qué punto deberíamos seguir siendo un libro de referencia. Creo que parte de nuestro material histórico sobre huracanes y terremotos anteriores, ese tipo de material enciclopédico que ahora está tan fácilmente disponible en Internet, podría reducirse".
Tras el cese de Norm Goldstein como editor jefe en 2007, en los registros bibliográficos de todas las ediciones posteriores a partir de 2008 no se suelen mencionar explícitamente los nombres de los editores jefes, sino que simplemente se hace referencia al autor como Associated Press o AP Editors. En 2009 y 2011 el Stylebook fue lanzado como una aplicación llamada AP Stylebook Mobile edition para iOS y BlackBerry, respectivamente, sin embargo, más tarde fue descontinuada en 2015 a favor de que los usuarios simplemente accedieran a la edición en línea del AP Stylebook a través de sus navegadores de escritorio o móviles. En marzo de 2019 AP creó una sección de Archived AP Stylebooks en su sitio web apstylebook.com donde cualquiera puede acceder a las versiones anteriores del AP Stylebook comenzando desde 1900 "folleto sobre la estructura corporativa de AP" y hasta la edición de 1977.
El primer libro de estilo de AP en español se creó en 2012, tras las peticiones de la oficina de AP en Ciudad de México y otras entidades para desarrollar un libro de estilo de este tipo. La oficina en ese momento estaba buscando formas de expandirse en América Latina y, al mismo tiempo, salvar la barrera del idioma. En 2013, el AP Spanish Stylebook vio la luz y ahora está disponible para todo el mundo. El Spanish AP stylebook también se conoce como Manual de Estilo.
La edición impresa más reciente es el AP Stylebook 2020-2022, disponible encuadernado en espiral directamente de AP, y como libro de bolsillo perfectamente encuadernado vendido por Basic Books. La creación del AP Stylebook ha estado dirigida por la redactora jefe Paula Froke desde 2016. A principios de 2023, el libro de estilo atrajo la atención por sugerir que "los franceses" podría ser un término ofensivo en un tuit que promovía el lenguaje "people-first"; la sugerencia suscitó numerosas burlas y la AP se retractó posteriormente.

## Influencia en el inglés estadounidense
La influencia de los estilos de AP y otros servicios de noticias similares ha llegado más allá de la comunidad de redactores de noticias. Muchos otros sectores norteamericanos que difunden información al público empezaron a adoptar estilos periodísticos ya a finales del siglo XIX. En la actualidad, muchos otros sectores también han desarrollado sus propias guías de estilo similares y siguen haciendo referencia al AP Stylebook para la gramática general norteamericana, más que a ninguna otra guía de estilo disponible.

## Edición

### Número de edición: Edición inglesa
La primera edición en inglés disponible al público se publicó en 1953. Sin embargo, todas las ediciones anteriores a 1977 no se incluyen en el recuento de ediciones y se considera que la primera edición moderna es la de agosto de 1977, publicada por primera vez por Lorenz Press. La última, la de 2020, es la 55.ª edición y puede utilizarse hasta 2022. Associated Press ha reducido la frecuencia de su publicación impresa debido a la popularidad de la versión en línea del AP Stylebook. Se espera que la versión impresa esté disponible, salvo que se indique lo contrario, cada dos años.

### Número de edición: Edición española
Debido a la creciente influencia del idioma español en todo el mundo, en noviembre de 2012 Associated Press añadió, además del inglés americano, la primera edición en español de su libro de estilo. La edición en español es independiente de la edición en inglés y cuenta con un sitio web diferente, así como con cuentas en Twitter y Facebook. A diferencia de la edición en inglés, que actualmente tiene versiones en línea e impresa, la edición en español sólo tiene una edición en línea. La edición española no tiene "número de edición", ya que sólo existe como servicio en línea.

## Proceso de revisión
De 1980 a 1984, la edición inglesa se actualizó cada dos años; después, de 1985 a 2020, la edición inglesa se actualizó anualmente, normalmente en mayo, momento en el que se añadían ediciones y nuevas entradas para mantener el Libro de estilo al día de los cambios tecnológicos y culturales. A mediados de 2023, la edición más reciente es la de 2022-2024 (56.ª edición).
En 2005, se añadieron docenas de entradas nuevas o revisadas, entre ellas 'Sept. 11', 'e.g.', 'i.e.', 'FedEx' y 'Midwest region'.
En 2008, se añadieron unas 200 entradas nuevas o revisadas, entre ellas "iPhone", "antivirus", "outsourcing", "podcast", "text messaging", "social networking", "high-definition" y "Wikipedia".
En 2009, se añadieron unas 60 entradas nuevas o revisadas, entre ellas "Twitter", "baba ghanoush" y "texting".
En 2013, se añadieron unas 90 entradas nuevas o revisadas, entre ellas "Benedictine", "Grand Marnier", "madeleine" y "upside-down cake", "chichi" y "froufrou".
En 2019, se añadieron unas 200 entradas nuevas o revisadas, entre ellas "budtender", "deepfake" y "cryptocurrency".
La edición 2020-2022 se publicó el 21 de mayo de 2020. Se añadieron unas 90 entradas nuevas o revisadas relacionadas con la tecnología, entre ellas "internet privacy", "digital wallet" / "mobile wallet", "smart devices" y "lidar". Se ha añadido un nuevo capítulo sobre seguridad digital para periodistas.
La edición 2022-2024 incluye más de 300 entradas nuevas y revisadas, entre ellas un nuevo capítulo sobre "narrativa inclusiva", la aceptación de los pronombres singulares "they/them/their", orientaciones revisadas sobre el uso del término "female" y nuevas entradas para "critical race theory", "anti-vaxxer" y otros.